# 趙雲程
趙雲程（1535年—？），字汝登，順天府大興縣匠籍，直隸揚州府通州人，明朝政治人物。

## 生平
嘉靖三十七年（1558年）戊午科順天府鄉試第九名舉人。嘉靖三十八年（1559年）聯捷己未科會試第九十七名，三甲第一百三十二名進士。歷官陕西渭南縣知縣、山西遼州知州、浙江紹興府同知。

## 家族
曾祖趙瑢，知縣；祖父趙顯；父趙子春，母鮑氏；繼母孫氏。具庆下。弟趙鵬程，隆慶五年進士。